# Heteragrionidae
Famille
Les Heteragrionidae sont une famille de libellules du sous-ordre des Zygoptères (ordre des Odonates). Elle comprend une soixantaine d'espèces.

## Systématique
La famille des Heteragrionidae a été créé en 1959 par l'entomologiste letton Jānis Rācenis (d) (1915-1980).

## Liste des genres
Selon BioLib (16 août 2021) :
- genre Dimeragrion Calvert, 1913
- genre Heteragrion Selys, 1862
- genre Heteropodagrion Selys, 1885
- genre Oxystigma Selys, 1862

## Publication originale
- (es) J. Rācenis, « Notas taxonómicas sobre la familia Megapodagrionidae (Odonata: Zygoptera) con la sinopsis de las especies venezolanas », Acta Biologica Venezuelica, vol. 2,‎ 1959, p. 335-367 (ISSN 0001-5326, OCLC 1460850).